# Je veux vivre (film, 2015)
Pour plus de détails, voir Fiche technique et Distribution.
Je veux vivre (I Want to Live) est un film documentaire kurde du réalisateur Karzan Kardozi sorti en 2015,,.

## Synopsis
Histoires de réfugiés kurdes de Syrie vivant dans des camps de réfugiés au Kurdistan. Le film a été tourné sur place et se déroule pendant la guerre civile syrienne et les attaques de État islamique au Kurdistan. L'histoire est racontée à travers les yeux d'un jeune garçon nommé Shndar, atteint de thalassémie. Il cherche un traitement immédiat tout en vivant comme réfugié, quittant son foyer en raison de la haine ethnique et religieuse. Le film décrit la vie quotidienne à l'intérieur et à l'extérieur du camp de réfugiés. Une étude de personnages qui explore les thèmes de la vie, de la mort, de la guerre, de la paix et de la tolérance.

## Fiche technique
- Titre : Je veux vivre
- Titre original : دەمەوێت بژیم
- Réalisation et scénario : Karzan Kardozi
- Image : Karzan Kardozi
- Producteurs : Karzan Kardozi
- Distribution : Kardozi Production
- Pays d'origine : Kurdistan et Irak
- Langue : Kurde
- Genre : Film documentaire
- Durée : 106 minutes

## Distribution
| Acteur/Actrice     | Rôle              |
| ------------------ | ----------------- |
| Shndar Noradin Ali | Shndar            |
| Ahmed Noradin      | Ahmed             |
| Noradin Khalaf     | Le père de Sundar |
| Nariman Abdullah   | La mère de Shndar |